# South Shaftsbury
South Shaftsbury és una concentració de població designada pel cens dels Estats Units a l'estat de Vermont. Segons el cens del 2000 tenia 772 habitants.

## Demografia
Segons el cens del 2000, South Shaftsbury tenia 772 habitants, 306 habitatges, i 230 famílies. La densitat de població era de 131,3 habitants per km².
Dels 306 habitatges en un 32,4% hi vivien nens de menys de 18 anys, en un 60,5% hi vivien parelles casades, en un 12,1% dones solteres, i en un 24,8% no eren unitats familiars. En el 21,6% dels habitatges hi vivien persones soles l'11,1% de les quals corresponia a persones de 65 anys o més que vivien soles. El nombre mitjà de persones vivint en cada habitatge era de 2,52 i el nombre mitjà de persones que vivien en cada família era de 2,91.
Per edats la població es repartia de la següent manera: un 24,6% tenia menys de 18 anys, un 6,5% entre 18 i 24, un 27,6% entre 25 i 44, un 24,2% de 45 a 60 i un 17,1% 65 anys o més.
L'edat mediana era de 40 anys. Per cada 100 dones de 18 o més anys hi havia 91,4 homes.
La renda mediana per habitatge era de 42.708 $ i la renda mediana per família de 46.500 $. Els homes tenien una renda mediana de 30.833 $ mentre que les dones 23.125 $. La renda per capita de la població era de 18.729 $. Entorn del 2,2% de les famílies i l'1,8% de la població estaven per davall del llindar de pobresa.

## Poblacions més properes
El següent diagrama mostra les poblacions més properes.